# Pavino
Pavino (oroszul: Павино) falu Oroszország Kosztromai területén, a Pavinói járás székhelye.
Lakossága: 2821 fő (a 2010. évi népszámláláskor).

## Fekvése
A Kosztromai terület északkeleti részén, Kosztromától országúton 407 km-re, a Vocs folyó partján fekszik. A legközelebbi vasútállomás a 120 km-re délre fekvő Sarja, a transzszibériai vasútvonal északi ágán 

## Története
A falu történetét 1658-tól számítják. Eredeti neve Georgijevszkoje-na-Vocsi (vagyis a Vocs melléki Georgijevszkoje,) mai nevét már a szovjet korszakban, 1935-ben kapta. Szintén az 1930-as években erdészeti gazdaság, tejfeldolgozó és lenfeldolgozó üzem létesült.
1981-ben adták át azt a szilárd burkolatú utat, amely megteremtette a kapcsolatot a vasúttal és ezáltal a Kosztromai terület déli, fejlettebb körzeteivel.